# Pontiac, Michigan
Pontiac, Michigan là một thành phố thủ phủ quận Oakland trong tiểu bang Michigan, Hoa Kỳ. Thành phố có tổng diện tích km², trong đó diện tích đất là km². Theo điều tra dân số Hoa Kỳ năm 2010, thành phố có dân số 59.515 người.
Pontiac được đặt tên sau khi trưởng Ottawa Pontiac, nằm trong vùng đô thị Detroit. 
Thành phố này được biết đến với nhà máy sản xuất Motors (nhà máy xe tải chính của GM trước đây là Pontiac) và GM ô tô thương hiệu Pontiac, lần đầu tiên được sản xuất và đặt tên sau khi thành phố. Thành phố cũng nổi bật với Silverdome Pontiac, sân vận động tổ chức Detroit Lions of the National Football League (NFL) từ năm 1975 đến năm 2002, khi đội tuyển di chuyển trở lại Detroit Downtown.